# CSI:マイアミ
『CSI:マイアミ』（英: CSI: Miami） は2002年から2012年までCBSで放映されていたアメリカのテレビドラマ（海外ドラマ）シリーズ。日本では、BSチャンネルWOWOWとCSチャンネルAXNが放送している。CSI:科学捜査班からのスピンオフ作品であり、フロリダ州マイアミを舞台に、最新科学を駆使した鑑識捜査を用いて凶悪犯罪に挑む、マイアミデイド警察・科学捜査班の活躍を描く。

## 解説
製作総指揮はCSIシリーズ3作共通のジェリー・ブラッカイマー。主題歌はザ・フーが歌う「無法の世界」。ザ・フーは他2作でも主題歌を歌っている（曲は異なる）。
2002年5月9日に放送された『CSI:科学捜査班』第2シーズン第22話「ベガス－マイアミ合同捜査」において、ベガス署CSIチームが、ラスベガスで発生した強盗殺人・幼児誘拐事件の捜査のためにマイアミを訪れるエピソードで、マイアミCSIチームが登場。その後、2002年9月から正式な新シリーズとして放送された。同様に、2004年5月17日に放送された本作第2シーズン第23話では、ホレイショ・ケインが捜査のためにニューヨークへ赴き、現地のCSIメンバーと共演。新たなスピンオフである『CSI:ニューヨーク』の顔見世の役割を果たした（同作は2004年9月から正式な新シリーズとして放送された）。他作品とのクロスオーバーについては、「エピソードリスト」の節も参照のこと。
シリーズの特徴としては、マイアミという舞台の地理的特色を生かした海上捜査、ヒスパニック系住民（キューバからの不法移民など）に関わる人種問題、エバーグレーズ国立公園とそこに生息する凶暴な生物（ワニ、ピューマ）の存在などが挙げられる。
スピンオフ元である『CSI:科学捜査班』のCSI捜査官たちが科学者であるのに対し、本作およびニューヨーク編のCSI捜査官たちは銃を所持する、いわゆる刑事（定義の2を参照）である。そのため、両作ともラスベガス編に比べて銃撃戦などのアクション・シーンが多い。特にマイアミ編では、主人公格であるホレイショ・ケインの"元爆発物処理班"というキャラクターを上手く生かしてか、派手な炎上・爆破といったダイナミックな演出がよく用いられる。カーチェイスやボートチェイス、津波が描かれているエピソードもある。また、登場人物らがベストなどを着用せず、純然たる私服のまま屋外での捜査を行うのも、他2作には見られない特徴である。
デイド署には技術の最先端ともいえる未来的な装置も備わっている。放送途中から、ホログラフィーのように空中に現れるモニター（空中で指を動かすことで操作できる）が登場したほか、ケーブルを接続しなくとも携帯端末のデータを読み取れる機械や、捜査資料に貼り付けたICチップを利用して、箱を開けずに内容を読み取れるスキャナーなどが登場したこともある。
開始当初から好調な視聴者数を記録し、2006年の視聴者数は全米で毎回約2000万人を記録、ロイター通信は"世界で最も視聴者の多いアメリカの番組 （the most-watched U.S. series around the world）"と報じたが、その後視聴者数は徐々に減少。2009年にライバル局のABCが裏番組で『キャッスル』をぶつけてきた所、瞬く間に成績を抜かれる（なお、ヒロイン役は無名時代にマイアミで犯人役を演じていた）。第10シーズンでは、シーズン途中から新ドラマ『NYC 22（英語版）』を放送するため、話数がやや少ない19話となった。第10シーズン終了からまもなく、CBSは同シーズンをもって本作を打ち切ることを決定した。CSI3シリーズの中で2番目にスタートした本作が、最も早く終了することとなった（翌年にはニューヨーク編の打ち切りが決定した）。なお、『NYC 22』も同じく終了が決定した。
2024年5月に、CBSは本作をベースにした新シリーズ「The Real CSI: Miami」を発表。過去シリーズと異なるのは、実際の事件を基にした実録ドキュメンタリーであることが大きな違いとなる。

## 撮影場所
主な撮影はカリフォルニア州マンハッタンビーチ市および、その周辺で行われている。特に屋外撮影には、近辺のロングビーチやレドンドビーチもよく利用されており、少し離れたサンタモニカ市が利用されることもある。
CSIラボが入るデイド署の建物には、連邦航空局の信用協同組合ビル（ホーソーン市）が使われている。
しかし、マイアミ地域での撮影も皆無ではなく、ブラジルでロケが行われたこともある。

## 登場人物

### マイアミデイド警察署CSIチーム
ホレイショ・ケイン (Horatio Caine)
演 - デヴィッド・カルーソ、日本語吹替 - 石塚運昇
1960年4月7日生まれ。マイアミCSIチームの主任。階級は警部補。
マイアミデイド警察爆発物処理班の出身で、その経験を生かし爆発物分析のエキスパートとしてCSIに異動後、当時主任だったメーガンの休職の穴を埋める形で昇格し、現在の地位に立った。
シリーズを重ねるにつれ、CSI捜査官という枠にとらわれず、1人の刑事として行動するようになってゆく。そのため他のメンバーと比べ、白衣姿や検査等を行うシーンが少ない。
サングラスがトレードマークとなっており、印象的なセリフを言う度に、それをかけたりはずしたりするシーンが多い。そのサングラスはシーズン8の第1話の回想シーンによると、まだ車の運送業者だったデルコが見つけてきた偏光レンズにチタンのフレームの逸品である。愛称は「H」だが、日本語版ではあまり使用されていない（日本語版では部下たちに"チーフ"と呼ばれているが、原語ではこの"H"やファーストネームの"ホレイショ"で呼ばれる）。
子供や女性などの弱者に対する限りない優しさと、犯罪者に対する徹底的なまでの冷酷さが同居する理想的な刑事であり、部下の信頼も厚い。しかしその性格から警察上層部や一部の権力者には疎まれており、弟レイモンドの一件（後述）などもあって、密かに内部調査局の調査対象となっている。また、マフィアやテロリストからはマイアミ一厄介な相手と評され、命を狙われることもあった。
キューバ人の母親を麻薬密売人に殺害された過去を持っているためか、家族の存在を非常に大事にしている。しかし彼自身はイェリーナをめぐる弟との微妙な関係のためか独身。その間、フロリダ州検事のレベッカなど複数の女性と親密になりかけたが、家族となるには至らなかった。
第4シーズンで、デルコの姉マリソルとついに結婚に至るが、マリソルは入籍後間もなく、リアズの企みからマラノーチェによって射殺されてしまう。その決着編となる第5シーズン第1話は、シリーズ初のブラジルロケで描かれる印象的エピソードとなっている。
捜査用車両はハマーH2。自身の正義には盲目的なまでに忠実。犯罪者に対して罵詈雑言や皮肉を平然と言ってのける癖がある。また、リアズ殺害の件でブラジルへ送られたときに、襲ってきたマラノーチェの残党を容赦なく射殺してきたこともある。また、普段は女性や子供に優しくても犯罪者であった場合にはいっさい容赦はしない。その一方で行政や司法の横暴により犯罪へと走ってしまった人物やその家族に気を利かせる面もあり、ときにはその原因となった行政官・司法官に取引をして責任を取らせることもある。
日経BP社から刊行されたガイドブックによると、女性ファンが多く、人気投票では2位を獲得している。

カリー・デュケーン (Calleigh Duquesne)
演 - エミリー・プロクター、日本語吹替 - 宮島依里
1974年2月28日生まれ。ルイジアナ州ダーネル出身。
テュレーン大学で物理学の学位を取得。弾道分析を得意とする。過去に所属していたニューオーリンズ市警では"弾丸ガール（Bullet girl）"の異名をとった銃器のスペシャリストで、元カレもスナイパーだったりと相当な銃マニア。
南部出身で、その独特のファミリーネームには若干のコンプレックスがある模様。スペイン語が堪能で、関係者に聞かれたくない話をする際には、ホレイショとスペイン語を使った"ナイショ話"をするシーンもある。
元保安官代理（現在は公選弁護人）の父親から銃の扱い方を教わる。親子仲は良いが、アルコール依存症の抜けない父にたびたび悩まされている。父に呼ばれる愛称はラムチョップ。
男運が無く、同僚の殺人課刑事ジョン・ヘイゲンとは恋仲だったが、第3シーズンで思わぬ形で彼と別れることになり、密かに想いを寄せていたエリオットはヘイゲンの横槍とはいえ他の女性と婚約していた。男運の悪さとヘイゲンの死のショックからCSIを離れることを考えるようになる。第5シーズンからは当時、カリーに気があったデルコを振ってジェイクと恋仲になる。第7シーズンではそのデルコと周囲には内緒で付き合うようになるが、後に破局する。
ホレイショに対し絶対的信頼を寄せ、彼の徹底的に真実を探求する孤高のスタンスを全力でアシストしている。
エリック・デルコ (Eric Delko/Delektorsky)
演 - アダム・ロドリゲス、日本語吹替 - 竹若拓磨（シーズン1〜6）→阪口周平（シーズン7〜10）
1976年12月19日生まれ。
マイアミ大学で化学の学位を取得。指紋、薬物などの分析を得意とする。また、前職はマイアミの運河に遺棄された盗難車の引揚・運搬業者だったためマイアミ中の水路に精通しており、水中捜査も一手に引き受けるアウトドア要員。車の運搬業者（FLAGLER TOWという会社）時代に引き揚げた乗用車から死体を発見し、警察に通報する。この捜査に協力して手柄を上げた際にホレイショに観察眼を買われ、警察官になるよう熱烈にスカウトされた。
姓のデルコは「デレクトルスキー」の略称で、その名の通り亡命ロシア人の父と亡命キューバ人の母を持ち、3人の姉がいる。第4シーズンではその中の1人であるマリソルが登場したがマラノーチェに殺され、生き残った姉は2人に。陽気な性格のムードメーカー的存在だが、人の死や人種差別などに直面するとやや冷静さを欠く面もある。特に亡命キューバ人に対してはそれが顕著であり、第3シーズン第9話「危険な集団」では我を忘れ、トリップと言い争いになったことも。
第4シーズンで登場した姉マリソルとホレイショが結婚し、ホレイショと義理の兄弟関係となるが、姉マリソルは間もなく死亡。彼女の復讐のためにマフィア組織マラノーチェを追ってホレイショと共にブラジルへ向かった（第5シーズン第1話「リオの決闘」）。
第5シーズン第14話「心停止11分」で頭部に被弾し瀕死の重傷を負う。そのせいで記憶の一部を欠損するが、数週間後には現場復帰。
第7シーズンで自身のルーツを調べる内にロシアンマフィアに命を狙われるようになる。生まれた時の母の話は何度も聞いたが、聞く度に二転三転することに疑問を持ち、更には自身の出生証明書が偽造であることに気づいたからだった。長い間、父は亡命ロシア人と聞かされてきたが、ホレイショの調査で実際はニューメキシコ州出身のれっきとしたアメリカ人であることが判明する。父アレクサンダー・シャローバ（声:大塚周夫）はCIAに切り捨てられ、ロシアンマフィアに拾われた男だった。第7シーズンの最終回で父を救おうと彼と共に車で走り去り、シャローバだけが発見されデルコは行方不明になってしまう。
第8シーズン初回にて、エバ・グレーズから抜けだし横たわっている所を発見され、一命を取り留める。その後内部調査の必要もなくCSIに戻ることが出来たが、第5話にて詳しい理由を明かさぬまま、一時はCSIを退職。被告人の鑑定人となり、CSIと対峙することとなったが、第9シーズンで復帰する。
カフェ・クバーノ（キューバ式コーヒー）を愛飲するが、スピードルには受けが悪かった。WOWOWで実施された『CSIイケメン捜査官ランキング』では3位に入る（セクシーポイントは「唇」）。
ライアン・ウルフ (Ryan Wolfe)
演 - ジョナサン・トーゴ、日本語吹替 - 浪川大輔
第3シーズン第3話「愛の奴隷」から登場。
階級は巡査。元はパトロール警官だったが、現場で出会ったホレイショに自らを売り込み、テスト代わりにカリーの父が起こした事件を解決し、スピードルの穴埋めとしてCSIチームに加入した（ホレイショの吹き替え担当の石塚は「（登場間もない頃は）初々しい」とコメントしている）。神経症気味なところがあり、2丁携帯する拳銃のメンテナンスは常に徹底している。スピードルが銃の作動不良で死亡したこともあってか、ホレイショは初めて会ったウルフに銃を見せるよう求め、銃の手入れを徹底しているウルフに好感を抱いた。大半のエピソードは、カリーと事件を解決している。
ボストン大学で生物学を専攻、働きながら遺伝学の修士も収めた努力家でもあるが、優秀な分周囲の人間を省みない傾向が強く、その為にCSIラボの研究員ヴァレーラの停職処分を招いたりもした。
第4シーズンではネイルガンにより目を大怪我する事態に陥ったが回復。デルコと破局したナタリアをデートに誘い、微妙な三角関係を作ったが、シーズン終盤の彼女のスパイ行為発覚により熱は一気に冷めた模様。
第5シーズンではギャンブルにのめり込むようになり、それがもとの金銭トラブルでシーズン終盤にはCSIを解雇される。その後TV番組のコメンテーターになったが、警察が天職だと悟りすぐに復職を希望。第6シーズンでは射撃場で働いていたが、第6話「怪奇日食」で内部調査の監視下でラボに復帰する。
人使いが荒かったり棘のあることを言ったりするが、本人に悪気はない。マイナス思考な性分であり、心配してかけた言葉で仲間を傷つけてしまうことも少なくない。また、ホレイショ主導の偽装工作だったとはいえホレイショの暗殺完了のメッセージを受け取ったり、チームの和を乱す発言をしたりとチームからは不信感を抱かれることもある。
第8シーズンでは押収品の自動車やダイヤモンドが警察所内の保管庫から紛失した事件で、犯行に使われた自動車のGPS履歴から出発地点がウルフの自宅からとなっていたため、自宅を家宅捜索され、ダイヤモンドが室内で発見されたことから容疑者として逮捕された（のちに冤罪であることが判明し釈放された）。
ナタリア・ボア・ヴィスタ (Natalia Boa Vista)
演 - エヴァ・ラルー、日本語吹替 - 藤貴子
第4シーズンから登場したDNA分析官。デルコと付き合うも破局。当初はFBIのスパイとして潜入するも、CSIの不利益になることは何も報告せず、スパイとしては役に立たなかった。その後名実共にCSIの一員になる。
第5シーズンからレギュラーとなり、捜査官として現場に赴く。別れた元夫が登場し職場関係をかき回されたり、DNA分析官のヴァレーラと微妙な三角関係を作ったりするが、その後事件に巻き込まれて元夫は死亡（第5シーズン第12話「愛憎の残骸」）。
第6シーズン第20話から銃を携帯できるようになった。第6シーズン前半のシーンでは銃の扱いが不慣れであると自覚していて非番の時にはメンバーに知られないように射撃場で訓練していた。その射撃場は復帰前のウルフが働いていた場所であり2人は偶然出会っている。
第8シーズンでは捜査中の爆発事故で音が聞こえなくなり（きっかけはメンバーが声を掛けても本人が気づかなかったことから）、最初は問題ないと言って何もしなかったが、捜査に支障をきたすため、医者に行くことを決意。その後補聴器を身に付けている。その補聴器のおかげで殺人現場で防犯カメラを妨害する装置を犯人が設置していることや、デルコが復帰する前の鑑定人時期の内務調査中に体に隠しマイクを付けていたことに気づいた。
ウォルター・シモンズ (Walter Simons)
演 - オマー・ベンソン・ミラー、日本語吹替 - 乃村健次
第8シーズン第3話「ビーチショック」から登場。身長2メートル近い巨漢。
元はCSIの夜番勤務。第3話で昼番に異動し、すぐにCSIメンバーと仲良く捜査しているが、レギュラー扱いになったのは第6話から。
ノリが軽く普段は冗談を交えて会話をするが、捜査をする姿は一転して真剣。
非常にマイナーな分野の知識量も多い。
第9シーズンで亡くなったジェシー・カルドーザとバスケットボールをしている描写があり、仕事以外での親交があった。（第9シーズン第1話「別れのフリースロー」）

### マイアミデイド警察署関係者
フランク・トリップ (Frank Tripp)
演 - レックス・リン、日本語吹替 - 辻親八
第1シーズン第16話「復元 不可解な音」から登場。
マイアミデイド警察殺人課刑事。直情型に思えるが知恵も回り、CSIチームと共同で殺人の捜査をすることが多い。自らの起こした交通事故がきっかけで他の犯罪を発見したこともある。セミレギュラー的存在だったが、第4シーズンからはレギュラーとして登場。
第5シーズンで捜査中に地雷を踏んでしまうが、ホレイショがいち早く気づき事なきを得る。
同じく第5シーズンで車を買い換えたが、初登場エピソードで即事件に巻き込まれ、廃車に。直後、更に新たな車へと乗り換える。
第6シーズンから巡査部長に昇格し服装も制服姿となった。しかし同シーズン11話ではローテーションが終わり殺人課へ復帰し、制服からスーツ姿に変わっている。

### 過去に登場した主要人物
メーガン・ドナー (Megan Donner)
演 - キム・デラニー、日本語吹替 - 宮寺智子
マイアミCSIチーム元主任。DNA分析の専門家。ホレイショの前のチーフだったが、刑事だった夫が殉職し、その心の傷を癒すために半年間休職。第1シーズン第1話「マイアミ上空 17秒間の惨劇」の飛行機事件からCSIに復帰したが、そのブランクのため、後任のチーフであるホレイショとはしばしば衝突していた。夫の死からは立ち直ったかに見えたが、第1シーズン第11話「吸血の森」でやはり夫の死を忘れられないとして辞表を提出、CSIを去った。
ティム・スピードル (Tim "Speed" Speedle)
演 - ロリー・コクレーン、日本語吹替 - 竹田雅則
1973年6月24日生まれ。本名は「ティモシー・スピードル」。ニューヨーク州シラキュース出身。足跡の発見・分析を得意とする。フロリダ州立大学でアメリカンフットボールのクォーターバックとして活躍したが、怪我のために断念、コロンビア大学で生物学の学位を取得し、CSIに加入した。愛称は「スピード」だが、ホレイショの場合と同様に日本語版ではあまり使用されていない。プライベートでは大型バイクを乗り回していた。デルコとはよくコンビを組んでおり、憎まれ口をたたきながらも、お互いに信頼し合っていた。
犯罪捜査には熱心かつ優秀だがそれ以外のことはあまり省みず、自信過剰も災いして失敗することも多い。特に銃器の手入れには無頓着で、そのためにCSIの輸送車が襲撃された際に、銃の整備不良が原因で襲撃犯に応戦できず負傷してしまう。その際に自分と同じ車に乗っていた警官が射殺されたのは自分の責任だとして、自責の念に駆られていた。ホレイショからさりげなく“銃の手入れセット”を渡された（スピードルは銃の整備不良のことはホレイショに話していなかったが、ホレイショはそのことを察していた）ものの、第3シーズン第1話「永遠の旅立ち」にて再び銃が作動せず被弾、殉職してしまった（ただし、その際の調査で判明したのは「銃が作動しなかった」という事実のみであり、整備不良が原因かは特定できなかった）。その後第6シーズンではデルコの幻覚として再登場し、犯人に繋がる証拠にデルコを導いた。
イェリーナ・サラス (Yelina Salas)
演 - ソフィア・ミロス、日本語吹替 - 蓬萊照子
マイアミデイド警察殺人課刑事。ホレイショの弟の刑事レイモンド・ケインの妻であり、ホレイショにとっては義理の妹。レイモンドとの間に息子レイJr.がいる。夫レイモンドが麻薬取締局の潜入捜査のために表面上殉職した後は、それを忘れるべく内部調査官のリック・ステットラーと付き合ったりしていたが、第3シーズン第24話「去りゆく者たち」で生きていたレイと再会。親子3人揃ってブラジル行きの飛行機に乗って飛び立っていった。
第5シーズン第1話「リオの決闘」で再登場し、マフィア組織マラノーチェの手により夫レイモンドを亡くす。その後、息子レイJr.と共にマイアミに戻り、私立探偵として働いている（同第22話「燃え尽きて」）。その際にイェリーナ自身が事件の容疑者のアリバイ作りに利用されてしまったこともあり、ホレイショから私立探偵の仕事は危険なのでやめた方がいいと忠告されていた。
マリソル・デルコ・ケイン (Marisol Delko Caine)
演 - アラナ・デ・ラ・ガーザ、日本語吹替 - 根谷美智子
第4シーズンに登場。エリック・デルコの3人の姉 のうちの一人で末期の癌患者。闘病の痛みを弱めるために弟・エリックが売人からマリファナを購入し、そのせいで職場で窮地に立たされた彼を救うべくホレイショに助けを求める。
その後ホレイショと交際を始め、同第23話「二人の旅立ち」で結婚。しかし間もなくホレイショへの復讐をはかるマフィア組織マラノーチェによって射殺される（同第24・25話「止まった時間 前編・後編」）。彼女の復讐のためにホレイショとデルコはブラジルへ向かった（第5シーズン第1話「リオの決闘」）。
第10シーズン第1話で撃たれて気を失ったホレイショの夢に現れる。会話をした後、戻るよう促した。
ジョン・ヘイゲン (John Hagen)
演 - ホルト・マッキャラニー、日本語吹替 - 遠藤純一
マイアミデイド警察殺人課刑事。パートナーのレイモンドが汚職警官として死んだ（ことになっていた）ことから徐々に精神的に追い詰められる。カリーと付き合い始めて立ち直るかに見えたが、自らの関与した事件の証拠を手に入れた彼女を手にかけようとして果たせず、弾道検査室で自らの命を絶った。
レイモンド・ケイン (Raymond Caine)
演 - ディーン・ウィンタース、日本語吹替 - 相沢まさき
元マイアミデイド警察殺人課刑事。ホレイショの実の弟でイェリーナの夫。汚職事件を引き起こし殺されたと思われていたが、実際はDEA（Drug Enforcement Administration：麻薬取締局）の潜入捜査のための偽装だった。生還の後、ホレイショの手引きで妻イェリーナ、息子レイJr.と再会。証人保護プログラムによりブラジルへと家族揃って旅立っていった。浮気相手のスーザンとの間にマディソンという隠し子がいる。第5シーズンでマラノーチェにより惨殺されてしまう。
アレックス・ウッズ (Alexx Woods)
演 - カンディ・アレキサンダー、日本語吹替 - 弥永和子
1960年8月13日生まれ。
マイアミデイド警察検死官。ニューヨークで開業医を営んでいたが、検死官となりマイアミへ移って来た。既婚者であり、一男一女の母。死体に向かって話しかける癖があったが、第2シーズンからはあまり見られなくなった。ホレイショらCSIのメンバーに絶大な信頼を寄せており、後述のビラの件を初めとする理由から第4シーズンで検死官室長にシフトの変更を勧められた際、CSIチームに対する思いを熱く語り、出世の機会を棒に振ることや待遇が悪くなることを承知の上で、シフトの変更を固辞した。
エバーグレーズに出向いての検死ではひどい災難に2回も遭っており、二度と行きたくないと述べている。また、殺人犯に拉致されかけたり放射性物質で被爆しそうになったりした他、自分の子供が事件に巻き込まれかけたこともあり、他のCSIシリーズの検死官と比べると非常に不運な女性であるといえる。
アルコール依存症の患者に対する取り組みを手がけていた。また、子供に対する性犯罪を嫌悪しており、近所に性犯罪者のビラを貼るなどの活動もしていた。
第6シーズン第19話「モルグに別れを」にて、自身の息子ブライアンが殺人事件の被疑者になってしまう。最終的に疑いは晴れたものの、「今日から先はここにいても心が落ち着かない。これからはもっと生きている人間と過ごす時間を増やしたい」という理由で退職する。以降は近くの病院に勤めているらしく、第7・8シーズンにも再登場している。
ジェイク・バークレー (Jake Berckley)
演 - ジョニー・ホイットワース、日本語吹替 - 福田賢二
第5シーズン第2話 「抹殺された男」から登場。銃器密売を企む凶悪なバイカー集団（en:Motorcycle gang）に潜入捜査中のATF（アルコール・タバコ・火器及び爆発物取締局）の覆面捜査官。後に捜査官として登場するようになり、カリーはジェイクと恋仲だったことが判明し、その後仲が深まりついには最終回ではキスまで交わしていた。自信家で高飛車なところがある。捜査活動では証拠を見逃すことも多く、ナタリアの元夫ニックが殺害された事件を捜査した際にはナタリアに一方的な疑いをかけ、ホレイショに注意されたことがある（第5シーズン「愛憎の残骸」）。また。潜入捜査中の行動についても、弟レイモンドの経験を元に、道を踏み外すことがないようにと警告されたこともあった。
第6シーズンからは、メンバーと一緒にいるシーンも見られた。しかし、リックに二人の交際が伝わってしまい、事実上カリーと職場をはなされ別れる羽目になった。
その後は、再び潜入捜査官に戻り、シーズン8第21話に再登場した。
ダン・クーパー (Dan Cooper)
演 - ブレンダン・フェア、日本語吹替 - 横尾博之
CSIラボ、オーディオ・ヴィジュアル分析官の研究員。第4シーズンから登場。WOWOWで実施された「CSIイケメン捜査官ランキング」では候補外ながら票を集めてしまった。捜査官になりたがっていたが、その憧れが強まってたまたま殉職した「ティム・スピードル」のロッカーを開けてみたらスピードル名義のクレジットカードを発見し、使用しているところをカリーとデルコに見つかってしまい詐欺罪で自首をすることになる（第6シーズン第4話「炎の幻影」）。その後カリーを逆恨みして、カリーの個人情報やCSIについて暴露するブログを作成。そのことが原因となりカリーは誘拐されてしまった（同第15話「リオの悪夢」）。
タラ・プライス　(Dr.Tara Price)
演 - メガリン・エキカンウォーク、日本語吹替 - 小清水亜美
第7シーズン第2話よりCSIチーム入り。勤務初日に現場検証することになって驚いていた様子だった。
職務には人一倍真剣に取り組んでいるようで、ウルフとデルコによる悪ふざけで遺体の検視に支障を来たした際は激怒していた。
実は薬物中毒に陥っており、遺体の所持品やラボの証拠品（鎮痛剤のオキシコドン）を横領していた。そのことを知ったウルフから今すぐ足を洗うよう忠告されたが、口止めを頼むばかりで態度を改めようとはしなかった。その矢先、ジュリアがカイルを取り返すためにモルグに乗り込んで銃を発砲、事態が明るみに出て、取り調べの末に逮捕された。
ジェシー・カルドーザ (Jesse Cardoza)
演 - エディ・シブリアン、日本語吹替 - 宮内敦士
第8シーズン第1話「バック・トゥ・ザ・マイアミ1997」で、デルコの回想として初登場。かつてデイド署でホレイショと共に犯罪捜査をした経験がある。デイド署にCSIが設立される直前の時期（1997年）に、ロサンゼルスに異動した。彼がデイド署で最後に勤務した日は、奇しくもカリーが初めてデイド署にやって来た日でもあった。CSIメンバーとなれる人員を探すホレイショに、当時セントピートの警官だったスピードルのことを紹介している。続く第2話「デイド署襲撃」にてCSI捜査官としてデイド署に復帰する。悪徳ファンドに騙された家庭持ちの男へ、内緒で住居付きの仕事を手配するなど、人情味のある男である。ロサンゼルスでのある事件で検察に不都合な証拠を隠した疑惑を弁護側に指摘されて汚職警官のレッテルを貼られてしまい、その事件の関係者からは嫌悪の眼差しで見られている。
第8シーズン最終回（第24話「皆殺しのメッセージ」）にて、ラボに放出された有毒ガスを吸い込んだことにより昏倒。最初にガスを吸い込んだ上に頭部の打ち所が悪く、第9シーズン第1話「別れのフリースロー」において死亡が確認された。

### サブキャラクター
マクシーヌ・ヴァレーラ (Maxine Valera)
演 - ボティ・ブリス、日本語吹替 - 杉本ゆう
CSIラボ、DNA分析担当の研究員。第2シーズンから登場。シーズン3でレイプ被害者のデータを誤って犯罪者のデータベースに記録してしまい、そのリストをウルフに見せてしまったことで、責任を問われて停職していた。第4シーズンから復帰する。
タイラー・イェンセン (Tyler Jensen)
演 - ブライアン・ポス
CSIラボ、マルチメディア分析担当の研究員。
サム・ベルモンテス (Sam Belmontes)
演 - クリスティアン・デ＝ラ＝フエンテ
CSIラボ、科学分析担当の研究員。第1、2シーズンのみ登場。
シンシア・ウェルズ (Cynthia Wells)
演 - ブルック・ブルーム、日本語吹替 - 小林ゆう
CSIラボ、文書鑑定担当の研究員。第2シーズンから登場。
ジョセフ・カイル (Joseph Kayle)
演 - レスリー・オドム・Jr
CSIラボの研究員。第2シーズンから登場。
アーロン・ピータース (Aaron Peters)
演 - アルマンド・ヴァルデス・ケネディ
CSIラボの研究員。第3シーズンから登場。
アデル・セヴィーリア (Adelle Sevilla)
演 - ワンダ・デ＝ヘスース
マイアミデイド警察殺人課刑事。ラテン系の血を引く女性刑事。第1シーズンのみ登場。
トム・ローマン (Dr. Tom Roman)
演 - クリスチャン・クレメンソン、日本語吹替 - 坂本くんぺい
第8シーズン第3話から登場するタラの後任の中年の検死官。CSIメンバーには陽気な態度で接している。CSIラスベガスのラングストン教授のファンで、「CSIトリロジー」でラングストンに会えたことで感極まるなどミーハーな一面もある。
デイヴ・ベントン (Dave Benton)
演 - ウェスリー・ラムジー、日本語吹替 - 竹内良太
CSIラボのオーディオ担当研究員。顎鬚とポニーテールという研究員に似つかわしくないワイルドな外見が特徴。
マイケル・トラヴァース (Michael Travers)
演 - クリストファー・レッドマン、日本語吹替 - 斉藤康史
CSIラボで主に化学分析を担当する研究員。イギリス人で薀蓄が多い。その性格を他のCSIメンバーからからかわれることも多い。
リック・ステットラー (Rick Stetler)
演 - デイヴィッド・リー・スミス、日本語吹替 - 堀之紀
マイアミデイド警察巡査部長⇒警部補（第8シーズン）。第2シーズンから登場。
IAB（Internal Affairs Bureau：内部調査局）所属の内部調査官。ホレイショの存在が自身の昇進の妨げになっていたと逆恨みし、CSIを目の敵にしている。何かと幼稚な発言や行動で捜査妨害まがいの行為を繰り返すため、CSIのメンバーとは非常に折り合いが悪かった。第3シーズンではレイモンドを亡くしたイェリーナと交際していたが、暴力癖があった模様。
第8シーズン第23話にて、証拠品のダイヤモンドを盗み出し、盗難の真相を究明しようとした州検事のネヴィンズを自動車爆弾で殺害。偽の証拠をでっち上げることで一連の罪をウルフに着せ、内部調査官として強引に彼を逮捕して真相を闇に葬ろうとしたが、弱みを握って協力させていた警官が真実を話したことと、CSIの捜査によって証拠が見つかったことから真相が発覚し、逮捕された。逮捕直前の取り調べの際には、高血圧と2度の離婚歴を抱えていたことも判明した。
レベッカ・ネヴィンズ (Rebecca Nevins)
演 - クリスティーナ・チャン、日本語吹替 - 五十嵐麗
フロリダ州地方検事。ホレイショと付き合っていたが、とある事件での司法取引を巡って対立し、破局した。第8シーズン終盤で発生した証拠品の紛失事件を調査していたが、同シリーズ第23話にて自動車爆弾により爆死する。
ピーター・エリオット (Peter Elliott)
演 - マイケル・B・シルヴァー、日本語吹替 - 四宮豪
FBIの金融部門担当特別捜査官。第2シーズンから登場。州検事の婚約者がいる。偽札事件を通じてカリーと知り合うが、ヘイゲンに「俺はカリーと結婚する」と指輪をちらつかされ、他の女性と婚約した。ところが、カリーに未練を残し、怪我をした折にERに婚約者が駆けつけるまで、そのことを黙っていた。第4シーズン第9話「顔のない奴ら」で婚約が発覚した。
カイル・ハーモン (Kyle Harmon)
演 - エヴァン・エリンソン、日本語吹替 - 代永翼
第6シーズン第1話「我が息子」で登場、容疑者として浮かび上がってきたが、のちにホレイショの息子であることが判明。しかし誘拐事件に関与してしまい、第3話「大脱走」で刑務所に送られてしまうことになる。
その後第6シーズン第13話「母の誘惑」で現れた彼の母ジュリアに引き取られる（カイルの裁判の際、被害者が行方不明になり、証拠不十分でカイルは釈放される）。
ジュリアといることが危険だと悟ったホレイショによって、（スピード違反運転をして警察に拘束された際に）マイアミデイド郡のモルグでの仕事を与え、ジュリアから自立するようにし向けた。その後もそこで、検死の仕事を手伝えることになった。
さらに、第8シーズン時点では、陸軍に志願しアフガニスタンに派遣されている。
釈放された際、どちらの親と共に住むかと言うことで、ジュリアを選択したが、ホレイショのことも慕っている。
ジュリア・ウィンストン (Julia Winston)
演 - エリザベス・バークレー、日本語吹替 - 幸田直子
カイルの母親。資産家が銃殺された事件でホレイショと再会（当時はその資産家の妻だった）。
その後、カイルと共に暮らすが仕事でも失敗し、後にホレイショに薬物中毒になっていると思われたためにカイルと引き離される。度重なる出来事で精神が耗弱しているところもあり、カイルが働くモルグへ銃を持って襲撃し現行犯逮捕されてしまう。しかし、薬物中毒の疑いはタラの逮捕により晴れ、（勘違いで息子を引き離したことに対して後悔した）ホレイショが判事に彼女の自分のせいで犯してしまった罪を軽くするようにと頼み込んだ末、囚人生活を避けられる。
スコット・オーシェイ (Scott O'Shay)
演 - エド・ベグリー・ジュニア、日本語吹替 - 長克巳
デイド郡執行官。シーズン3から不定期で登場。デイド郡の有力者とのコネクションが非常に強く、有力者絡みの事件となるとCSIチームに対して圧力をかける厄介な存在。相手が有力者であっても絶対的な正義を優先するホレイショとは異なり、正義をねじ曲げてでも郡有力者の世間体を重視する。シーズン10では「マイアミの拷問魔」の容疑者の父親が郡の有力者であったために捜査令状を取り消したり、ウォルターに対してCSIチームのスパイ行為をするよう強要するなどして捜査妨害を行なうようになる。
ケンウォール・デューク・デュケーン (Kenwall 'Duke' Duquesne)
演 - ジョン・ハード、日本語吹替 - 田口昂
カリーの父。第2シーズンでマイアミ・デイド郡の公選弁護人となる。酒癖の悪さが災いしてある事件に巻き込まれるなどカリーを悩ませる。第2シーズンから度々登場。
ジョセフ・ラトナー (Joseph Ratner)
演 - ウィリアム・アレン・ヤング、日本語吹替 - 佐々木誠二
フロリダ州の主席判事。第3シーズンの第10話から第5シーズンにかけて複数回登場。売春婦が殺された事件の容疑者としてホレイショに追及され証拠も挙がっていたが、主任判事を起訴するには最低3年掛かる事からその後も判事を続け、ホレイショに対して様々な嫌がらせを行う。

### 主なゲスト出演者
シーズン6
スタナ・カティック（無名時代。なお、後にベケット役で出演したABCの『キャッスル』はマイアミの裏番組であった）
シーズン8
シェリル・ラッド（第3話）
イアン・アンソニー・デイル(第10話)
シーズン9
レイモンド・クルス(第17話)
ナターシャ・ヘンストリッジ（第22話）

シーズン10
ナターシャ・ヘンストリッジ（第1話）

## 日本語版製作スタッフ
- 制作・著作　角川映画株式会社
- プロデューサー：
- 製作担当：吉田啓介
- ディレクター：本吉伊都子
- 調整：黒崎裕樹/奥村伸一郎

## エピソード一覧
| シーズン | エピソード | 米国での放送日               | 米国での放送日               |
| シーズン | エピソード | 初回                         | 最終回                       |
| -------- | ---------- | ---------------------------- | ---------------------------- |
| 1        | 24         | 2002年9月23日                | 2003年5月19日                |
| 2        | 24         | 2003年9月22日                | 2004年5月24日                |
| 3        | 24         | 2004年9月20日                | 2005年5月23日                |
| 4        | 25         | 2005年9月19日                | 2006年5月22日                |
| 5        | 24         | 2006年9月18日                | 2007年5月14日                |
| 6        | 21         | 2007年9月24日                | 2008年5月19日                |
| 7        | 25         | 2008年9月22日                | 2009年5月18日                |
| 8        | 24         | 2009年9月21日                | 2010年5月24日                |
| 9        | 22         | 2010年10月3日                | 2011年5月8日                 |
| 10       | 19         | 2011年9月25日                | 2012年4月8日                 |
| トータル | 232        | 2003年9月28日 – 2010年5月2日 | 2003年9月28日 – 2010年5月2日 |

### 合同捜査
『CSI:科学捜査班』第2シーズン
第22話において、ラスベガスで発生した強盗殺人・幼児誘拐事件の捜査のため、ベガス署CSIのメンバー（キャサリンとウォリック）がマイアミにやってくる。ホレイショを初めとするCSIマイアミのメンバーが初登場した。
第2シーズン
第23話「マイアミ－NY 合同捜査」では、マイアミで発生した事件の捜査のためにホレイショがニューヨークを訪れ、さらに新たなスピンオフシリーズである『CSI:ニューヨーク』の登場人物と共演。同作の顔見世の役割を果たした。
第4シーズン
ニューヨーク編との2度目のクロスオーバーが行われた。本作の第4シーズン第7話「NYからの使者」にマック・テイラーが、ニューヨーク編の第2シーズン第7話「再びの地、NY」にホレイショ・ケインがそれぞれ出演した。
第8シーズン
CSI3作品をまたぐクロスオーバーである「CSI:トリロジー（英語版）」が放送された。事件はマイアミ（第8シーズン第7話）→ニューヨーク（第6シーズン第7話）→ラスベガス（第10シーズン第7話）の順に舞台を移し、アメリカでは同じ週に放送された。なお、マイアミ編とニューヨーク編の登場人物は他のシリーズには出演せず、ラスベガス編の主人公（当時）であるレイモンド・ラングストンが3作全てに出演しているのみである。
CSIシリーズを含むジェリー・ブラッカイマー作品のクロスオーバーについては、クロスオーバー作品#ドラマ・コメディ作品も参照のこと。なお、他のCSI2作と違い、本作のみCSIシリーズ以外の作品とのクロスオーバーは行われなかった。

## 放送局

### 初回放送
| シーズン    | CBS                           | WOWOW                          |
| ----------- | ----------------------------- | ------------------------------ |
| シーズン 1  | 2002年9月23日 - 2003年5月19日 | 2003年10月7日 - 2004年4月6日   |
| シーズン 2  | 2003年9月22日 - 2004年5月24日 | 2004年10月12日 - 2005年3月22日 |
| シーズン 3  | 2004年9月20日 - 2005年5月23日 | 2005年秋 - 2006年春            |
| シーズン 4  | 2005年9月19日 - 2006年5月22日 | 2006年秋 - 2007年春            |
| シーズン 5  | 2006年9月18日 - 2007年5月14日 | 2007年秋 - 2008年春            |
| シーズン 6  | 2007年9月24日 - 2008年5月19日 | 2008年10月11日 - 2009年3月14日 |
| シーズン 7  | 2008年9月22日 - 2009年5月18日 | 2009年10月10日 - 2010年4月3日  |
| シーズン 8  | 2009年9月21日 - 2010年5月24日 | 2010年10月16日 - 2011年4月1日  |
| シーズン 9  | 2010年10月3日 - 2011年5月8日  | 2011年10月8日 - 2012年3月10日  |
| シーズン 10 | 2011年9月25日 - 2012年4月8日  | 2012年10月6日 - 2013年2月16日  |

### その他の日本
- AXN
  - シーズン1
  - シーズン2
  - シーズン3 - 2007年10月5日から
  - シーズン4 - 2008年4月3日から2008年9月25日
  - シーズン5 - 2009年4月6日から2009年9月17日
  - シーズン6 - 2010年4月6日から2011年1月18日
  - シーズン7 - 2011年3月18日（2話先行放送）、2011年4月12日から2011年9月27日
    - シーズン1-7連続放送 - 2011年10月21日から2012年6月25日

  - シーズン8 - 2012年4月10日から2012年9月11日
  - シーズン9 - 2013年3月12日から2013年8月6日
  - シーズン10 - 2014年1月21日から2014年5月27日
- テレビ東京
  - シーズン1 - 2006年2月13日から2006年3月27日
  - シーズン2 - 2006年3月28日から2006年5月16日
  - シーズン3 - 2007年10月9日から2007年12月3日
  - シーズン4 - 2007年12月4日から2008年2月6日[23]
  - シーズン5 - 2010年10月4日から2010年12月1日（テレビ東京系列）
  - シーズン6 - 2011年5月9日から2011年7月19日
  - シーズン7 - 2011年7月25日から2011年10月25日
  - シーズン8 - 2012年1月23日から2012年4月10日
  - シーズン9 - 2013年1月7日から2013年2月14日
  - シーズン10 - 2014年1月6日から2014年2月6日[24]
- 中京テレビ
  - シーズン1 - 2006年7月3日から2006年12月18日
- KBS京都
  - シーズン1 - 2007年10月2日から2008年3月18日
  - シーズン2 - 2008年3月25日から2008年9月3日
- びわ湖放送
  - シーズン1 - 2008年9月23日から2009年3月10日
  - シーズン2 - 2009年4月8日から2009年10月14日
  - シーズン3 - 2009年10月24日から2010年4月10日
  - シーズン4 - 2010年4月17日から2010年10月9日
- テレビ和歌山
  - シーズン3 - 2011年7月11日から2012年1月8日[25]
  - シーズン4 - 2012年1月15日から2012年7月1日
  - シーズン5 - 2012年7月8日から2012年12月23日
  - シーズン6 - 2013年1月6日から2013年5月26日
  - シーズン7 - 2013年6月2日から2013年12月1日
  - シーズン8 - 2013年12月8日から2014年5月25日
  - シーズン9 - 2014年6月1日から2014年10月26日
  - シーズン10 - 2014年11月2日から2015年3月8日
- テレビ愛知
  - シーズン2 - 2008年9月28日から2009年3月22日
  - シーズン3 - 2009年3月29日から2009年9月6日
  - シーズン4 - 2009年9月13日から2010年3月21日
  - シーズン5 - 2010年10月4日から2010年12月1日
  - シーズン6 - 2012年3月12日から2012年3月27日[26]
- テレビ大阪
  - シーズン3 - 2009年12月9日から2010年6月23日
  - シーズン4 - 2010年6月30日から2010年12月22日
  - シーズン5 - 2010年10月4日から2010年12月1日
  - シーズン6 - 2014年2月12日から2014年7月2日
  - シーズン7 - 2014年7月9日から2014年12月24日
  - シーズン8 - 2015年1月7日から2015年6月17日
  - シーズン9 - 2015年6月24日から2015年11月18日
  - シーズン10 - 2015年11月25日から2016年4月6日
- テレビせとうち
  - シーズン3 - 2009年10月9日から2010年3月26日
  - シーズン4 - 2010年4月2日から2010年9月24日
  - シーズン5 - 2010年10月4日から2010年12月1日
  - シーズン6 - 2012年12月21日から2013年5月24日
    - 再放送 2020年8月7日から2020年12月25日

  - シーズン7 - 2013年5月31日から2013年11月15日
    - 再放送 2021年1月8日から2021年6月25日

  - シーズン8 - 2015年8月21日から2016年1月29日
    - 再放送 2021年7月2日から2021年12月3日

  - シーズン9 - 2016年2月5日から2016年7月8日
    - 再放送 2021年12月10日から2022年5月13日

  - シーズン10 - 2016年7月15日から2016年11月25日
    - 再放送 2022年5月20日から2022年9月23日
- テレビ静岡
  - シーズン3 - 2009年4月24日から2009年10月9日
  - シーズン4 - 2009年10月16日から2010年4月16日
  - シーズン6 - 2014年1月9日から2014年5月30日
  - シーズン7 - 2014年6月6日から2014年11月21日
  - シーズン8 - 2014年11月28日から2015年5月15日
  - シーズン9 - 2015年5月22日から2015年10月23日
  - シーズン10 - 2015年11月6日から2016年3月25日
- 北陸放送
  - シーズン3 - 2010年1月8日から2010年3月26日（2話連続放送）
- IBC岩手放送
  - シーズン4 - 2010年12月3日から2011年7月8日
- TOKYO MX
  - シーズン1 - 2011年3月3日から2011年8月11日
  - シーズン2 - 2011年8月18日から2012年2月9日
  - シーズン3 - 2012年7月25日から2013年1月9日
  - シーズン4 - 2013年1月16日から2013年6月29日[27]

## オンライン配信
日本語版・字幕版
Hulu にて、2022年3月15日より第1シーズンから第4シーズンまで配信開始された。今後最終シーズンまで段階的に配信される。
U-NEXT にて、2023年12月20日より第1シーズンから第10シーズンまでの配信が開始された。

## その他
オープニング映像
以下の方程式がキャストの名前にモーフィング変換される。
4y - 1 = 3b（Nh） → David Caruso
3a1 - X = （A9Xy） → Emily Procter
3b + N = 7bn1（6A） → Adam Rodriguez
2b + 4a = （7h）3XyNh → Khandi Alexander
A1b + B2c = R4 → Kim Delaney
（7b） = 6m + （3h） → Jonathan Togo
（3h） + （7b） = 6 → Rory Cochrane
2b + 4a = （7h）3 → Eddie Cibrian
ただし、オープニングにクレジットされるキャストでも名前がモーフィング変換されない者もいる。ソフィア・ミロス、レックス・リン、エヴァ・ラルー、メガリン・エキカンウォーク、オマー・ミラーなどが変換されない。
ジョナサン・トーゴ（Jonathan Togo）のように、シーズンが進むにつれて通常表記のみからモーフィングに変更される場合もある一方で、エディ・シブリアン（Eddie Cibrian）のように初登場時からモーフィングが採用される場合もある。
ホレイショ・ケインの名前の由来について
ホレイショの母親は、その名をアメリカの作家ホレイショ・アルジャーから名付けた（『CSI:科学捜査班』第2シーズン第23話「ベガス－マイアミ合同捜査」）。
"ホレイショ"という名は、ウィリアム・シェークスピアの『ハムレット』に登場する、世界最初のCSIであるとされる人物と同じである（第1シーズン第15話「最期の一週間」）。
フルネームの"ホレイショ・ケイン"という名の元ネタは、イギリスのTVドラマシリーズ『おしゃれ(秘)探偵』に登場する、ロンドンを核汚染で脅迫した犯罪組織の首領の名前から採られている。
カメオ出演・ゲスト出演
ジェフ・コーウィン : ディスカバリー・チャンネル系の専門チャンネル、アニマル・プラネットの人気番組『ジェフ・コーウィンの好奇心』のホスト役として知られる。第2シーズン第4話「餌食」にて、デルコの旧知の動物研究者として実名で登場した。
イグジビット : ウェストサイド系人気ラッパー。第2シーズン第22話「弾丸の狙い」にて、現実と同じく人気ラッパーの"10-LARGE"という役名で登場した。
エリック・ロバーツ : ジュリア・ロバーツの実兄。第3シーズン第23話「殺人鬼養成講座」にて死刑囚として登場。最後の食事に「ピーナッツバターのサンドウィッチ」を頼むが、実はピーナッツアレルギーで自殺する。
ショーン・コムズ : 「パフ・ダディ」および「P・ディディ」などの別名で知られるラッパー・音楽プロデューサー・実業家。第7シーズン第15話「テールランプの瞳」及び第16話「暗殺指令」にて、第15話における容疑者の弁護士として登場。第16話では一転して妻を目の前で殺される不幸に遭い、自らのプライドと葛藤しながら、最後はホレイショに協力するという、ストーリー上重要な役柄を演じた。
キャストの降板
メーガン役のキム・デラニーの降板について、ホレイショ役のデヴィッド・カルーソは「彼女とはドラマ作りに必要なケミストリー（人間関係）を感じられなかったためである」（要するにカルーソを含む他のキャストやスタッフとウマが合わなかった）と述べている。カルーソは出演俳優の中では最も大物であり、キャスティングにも彼の意向がある程度は反映されると言われている。また、カルーソが過去に出演した人気TVドラマ『NYPDブルー』での、主演クラスであった自身の途中降板による紆余曲折の経験をしており、現場でのこういった人間関係には非常に厳しい態度を取ったとも言われている。このデラニーの降板は突然のものだったため、脚本的にはかなり不自然な形での退場となってしまった。
スピードル役のロリー・コクレーンについては、第2シーズン頃から撮影による拘束時間の長さと、役柄によるイメージの固定（いわゆるタイプキャスト）を嫌っており、再登場の可能性の無い形での降板を自ら望んだため、第3シーズン第1話「永遠の旅立ち」での殉職という形で退場となった。だが、皮肉にも第6シーズンにて再登場を果たす。
マイアミ・デイド警察について
マイアミCSIチームが所属するマイアミ・デイド警察（MDPD）は「郡警察」である。マイアミを舞台とする他の作品との対比で言えば、TVドラマ『特捜刑事マイアミ・バイス』のヴァイス・スクワッドも同組織の隷下である。一方、映画『バッドボーイズ』『バッドボーイズ2バッド』のマーカス&マイクのコンビはマイアミ市警察の刑事であり、郡警察とは別組織である「市警察」に所属する。

## DVD
日本語版
| 商品名        | コンプリートDVD BOX-1 | コンプリートDVD BOX-2 |
| ------------- | --------------------- | --------------------- |
| CSI:マイアミ  | 2005年9月21日         | 2005年10月19日        |
| CSI:マイアミ2 | 2007年5月25日         | 2007年6月22日         |
| CSI:マイアミ3 | 2007年11月22日        | 2007年12月21日        |
| CSI:マイアミ4 | 2008年2月22日         | 2008年3月21日         |
| CSI:マイアミ5 | 2008年12月5日         | 2009年1月9日          |
| CSI:マイアミ6 | 2009年9月4日          | 2009年10月2日         |
| CSI:マイアミ7 | 2010年6月11日         | 2010年7月9日          |
| CSI:マイアミ8 | 2011年6月3日          | 2011年7月8日          |

## モバイルゲーム
ゲームロフトの運営するゲームロフト シネマにて公式モバイルゲームが2007年11月15日からYahoo!ケータイ用、2007年11月15日からEZweb用、2007年12月3日からiモード用、2008年1月30日からウィルコム用に発売されている。対応機種は限られている。同ドラマの制作者の1人であるアンソニー・ズイカー氏によるオリジナルシナリオ。